# Alberta Pfeiffer
Alberta Raffl Pfeiffer (Red Bud,17 de septiembre de 1899-Hadlyme North Historic District, 5 de agosto de 1994) fue una de las primeras arquitectas de Illinois; y, la primera mujer en ganar la medalla escolar por excelencia académica de la American Institute of Architects.

## Biografía
Alberta Raffl nació en 1899 en Red Bud (Illinois) de Albert L. y de Johanna Rau de Raffl. En 1919, se inscribió como una de las primeras mujeres en asistir a la Escuela de Arquitectura de la Universidad de Illinois.
Se graduó, en 1923, al tope de su clase, con una licenciatura en arquitectura; y, fue la primera mujer en ganar la medalla escolar por excelencia académica del American Institute of Architects. Después de graduarse, comenzó a trabajar como dibujante en las oficinas de Tallmadge & Watson en Chicago. Al año siguiente, compitió en un concurso de diseño de un orfanato, ofrecido por el Premio Warren del Instituto de Diseño de Bellas Artes de Nueva York y fue seleccionada para enseñar en el Departamento de Arquitectura de la Universidad de Illinois.
Completó su maestría, en 1925; y, se mudó a Nueva York, donde comenzó a trabajar para Harrie T. Lindeberg. Durante los siguientes seis años, trabajó para Lindeberg, diseñando fincas rústicas para clientes adinerados. Algunos de sus diseños aparecen en el libro, Domestic Architecture of H.T. Lindeberg (1927).
En 1930, Raffl se casó con Homer Fay Pfeiffer en Roma, Italia, un colega graduado de la Universidad Yale, que había ganado, ese año de 1930, el Rome Prize. Al año siguiente, cuando a Homer se le ofreció un puesto para enseñar en Yale, la pareja se mudó a Connecticut. Compraron una granja abandonada en 1789, en Hadlyme, Condado de New London, Connecticut; y, se pusieron a renovarlo. En 1933, abrieron un Estudio conjunto, de práctica de arquitectura, en su hogar; y, comenzaron a trabajar principalmente en residencias, completando unos 70 diseños, dibujados antes de 1940. Ese año, Homer se unió a la armada; y, Pfeiffer estableció su propio estudio. Su estilo reflejaba a las casas de campo inglesas; y, usaba bow windows (ventanales saledizos) en casi todos los diseños. Antes de su retiro en 1977, Pfeiffer había completado más de 170 diseños residenciales, la mayoría en Connecticut, aunque hizo también dos ranchos en Arizona, además de un banco y una iglesia.
Además de su trabajo de arquitectura, Pfeiffer trabajó durante más de 25 años para la Asociación de Salud Mental de Connecticut y como voluntaria en Norwich State Hospital. Sirvió en la Junta Escolar de Lyme, así como en la Junta de Planificación y Zonificación; y, entre 1969 y 1971 fue una jueza de paz. Y, fue editora del Connecticut Craftsman, la revista oficial de la Sociedad de Artesanos de Connecticut, de la cual era miembro y se desempeñó además en la Junta del Comité de ciudad democrática.
Falleció el 5 de agosto de 1994, en Hadlyme.